# Музей воздухоплавания
Музей воздухоплавания — Белград (серб. Музеј југословенског ваздухопловства), один из ведущих музеев этого типа в мире, основанный в 1957 году, при Командовании Военно-воздушных сил  (ВВС и ПВО). С 1989 года музей размещен в современном здании в белградском аэропорту. Правительством Сербии в 2013 здание Музея было признано памятником культуры. Коллекции Музея, которые сопровождает богатая документация и архив, включающий все периоды и области истории воздухоплавания, составляют самую представительную коллекцию отечественного и иностранного гражданского и военного воздухоплавания, являлась важным источником всеобщего изучения развития авиации нашего региона с 1911 года по настоящее время.
В 2023 году музей закрылся на неопределённый срок из-за необходимости капитального ремонта здания.

## История
История музей начинается в 1957 году с создания особого Департамента по истории и Музея югославского воздухоплавания при Командовании ВВС Югославии. Целью этого Департамента, который немого спустя был переименован в Музей югославского воздухоплавания, являлись сбор, хранение, изучение и выставление экспонатов всех периодом югославской авиации, начиная с появления первых идей о полете в нашем регионе по настоящее время. Особое внимание было уделено самым ранним периодам истории национального воздухоплавания, основоположникам авиации, а также Балканским и Первой мировой войне.
После неоднократного переселения музея, работающего в здании Командования ВВС в Земуне , и здании Офицерского дома на территории Старого аэродрома «Белград» около района Бежанийска коса, в конце 1968 года было принято решение о строительстве специального здания под размещение музея. Среди нескольких предлагаемых участков для размещения нового здания Музея воздухоплавания была выбрана территория в составе комплекса Аэропорта «Белград» (сегодня Аэропорт им. Николы Теслы), а именно с правой стороны подъездной дороги в 200 метров от входа в здание аэровокзала. Этим была подчеркнута идейная связь теории и истории воздухоплавания с практикой достигнуто значительного обогащения содержаний общественного комплекса аэропорта. Такое расположение было выбрано с учётом мощности потока пассажиров, предположительно являющихся посетителями музея, финансовая целесообразность строительства, а также музееведческая целесообразность, учитывающая качественную взаимосвязь окружения действующего аэропорта с содержанием и основным назначением здания.
В начале 2023 года музей временно закрылся для ремонта главной лестницы и площадки перед входом. Однако, по состоянию на май 2025 года он всё ещё остаётся закрытым из-за других проблем со зданием, таких, как протекающая крыша и нуждающаяся в ремонте канализация. Правительство Сербии объявило о планах по реконструкции и модернизации объекта, но каких-либо конкретных сроков не называлось. Ожидается, что управление музеем возьмёт на себя государственная компания, управляющая аэропортом Николы Теслы, а для капитального ремонта здания будет выделено государственное финансирование.

## Архитектура
Музей воздухоплавания строился в период 1969-1989 годы на территории комплекса Аэропорта им. Николы Теслы, по проекту сараевского архитектора Ивана Штрауса  и конструкторским решениям белградских инженеров-строителей. Здание проектирована для целевого назначения под размещения богатой и уникальной коллекции летательных аппаратов. Благодаря привлекательности места расположения и архитектурного решения, а также богатству экспозиции, сразу после открытия он стал одним из ведущих музеев страны.
Музей проектирован и возведён как сооружение с круглым планом с цокольным этажом, первым  этажом, мезонином, вторым этажом и галереей. Разделение внутреннего пространства на административно-техническую и выставочную часть четко заметна в концепции сооружения. На нижней части сооружения, имеющей форму своеобразного постамента, располагаются помещения, являющиеся ядром музея и обеспечивающие его деятельность, в то время как помещение, предназначенное для выставления экспонатов проектирован монументальным и представительным. Склонность Штрауса к геометрическим скульптурным форма сведана к наиболее приведённой форме – чистого тора, установленного на вогнутом круговом постаменте. Именно данная форма тора делает здания Музея узнаваемым и уникальным в югославском творчестве этого периода. Особое качестве сооружения заключается в применении прозрачного остекленного фасада, способствующего обеспечению взаимосвязи экспозиции музея с аэродромным комплексом. Превосходные качества формы и удачное решение функциональных требований предоставили сооружение уникальной архитектуры, которое относится к антологическим произведениям югославского послевоенного строительства. Архитектору Штраусу за это оригинальное творческое произведение была присвоена премия издательства «Борьба» федерального значения за лучшее произведение архитектуры в 1989 году. Из-за своих архитектурных достоинств и качественной взаимосвязи примыкающих построек и прилегающей территории с комплексом аэропорта и сремской равниной, он сегодня является выдающимся визуальным символом современного Белграда.

## Коллекции музея
В коллекциях музея хранится более 200 летательных аппаратов, из которых посетителям можно посмотреть на 50, находящихся в здании и десяток, расположенных на площадке вокруг здания. Некоторые их экспонатов находятся в хранилище музея в ожидании реставрации. Среди них важное место занимает истребитель производства Италии Фиат G-50, являющийся единственным сохранившимся экземпляром в мире.
В музее находится точная копия летательного аппарата Сарич 1 Ивана Сарича, основоположника воздухоплавания из г. Суботица. Он выполнил первый полет на этом летательном аппарате собственного производства, в 1910 году.
Историческое значение имеет Олуй 11, являющийся первым вооружённым самолётом, используемым в сербской армии. Здесь выставлен также первый произведённый в Сербии самолёт, ФизирФН, на первом самолётостроительном заводе Сербии, Икарус.
Среди самолётом собственной разработки и производства, почётное место занимает Г-2 Галеб, первый отечественный самолёт с воздушно-реактивным двигателем серийного производства, используемым, кроме отечественных ВВС в том числе военно-воздушными силами ряда дружеских стран. В период его поступления на вооружение ему была присвоена премия на салоне награду на международном авиасалоне Ле-Бурже в Париже, в качестве лучшего самолёта своего класса.
Наряду с самолётами собственной разработки и производства коллекция включает также большое число самолётов времён Второй мировой войны, различного происхождения, из нескольких стран-участниц. Среди них находятсяХоукерХаррикейн, Спитфайр,Тандерболт, Як-3, Ил-2 Штурмовик, МессершмиттМе 109 и другие. После бомбардировок альянсом НАТО  СР Югославии в 1999 году Музей воздухоплавания собрал значительное количество, связанных с этими событиями. Наиболее важным среди этими экспонатами выделяются фрагменты американского так называемого. самолёта-невидимки бомбардировщика F-117 Ночной ястреб и американского истребителя-бомбардировщика F-16 FightingFalcon, сбитых в результате действий ПВО ВС СРЮ.
В Музее хранится большое количество документов и статьей о частях ВВС и учреждениях.[8] В марте 2017 году учредительские права музея переведены на Республику Сербию. У марту 2017. године су оснивачка права музеја са Београда пребачена на Републику Србију.

## Галерея

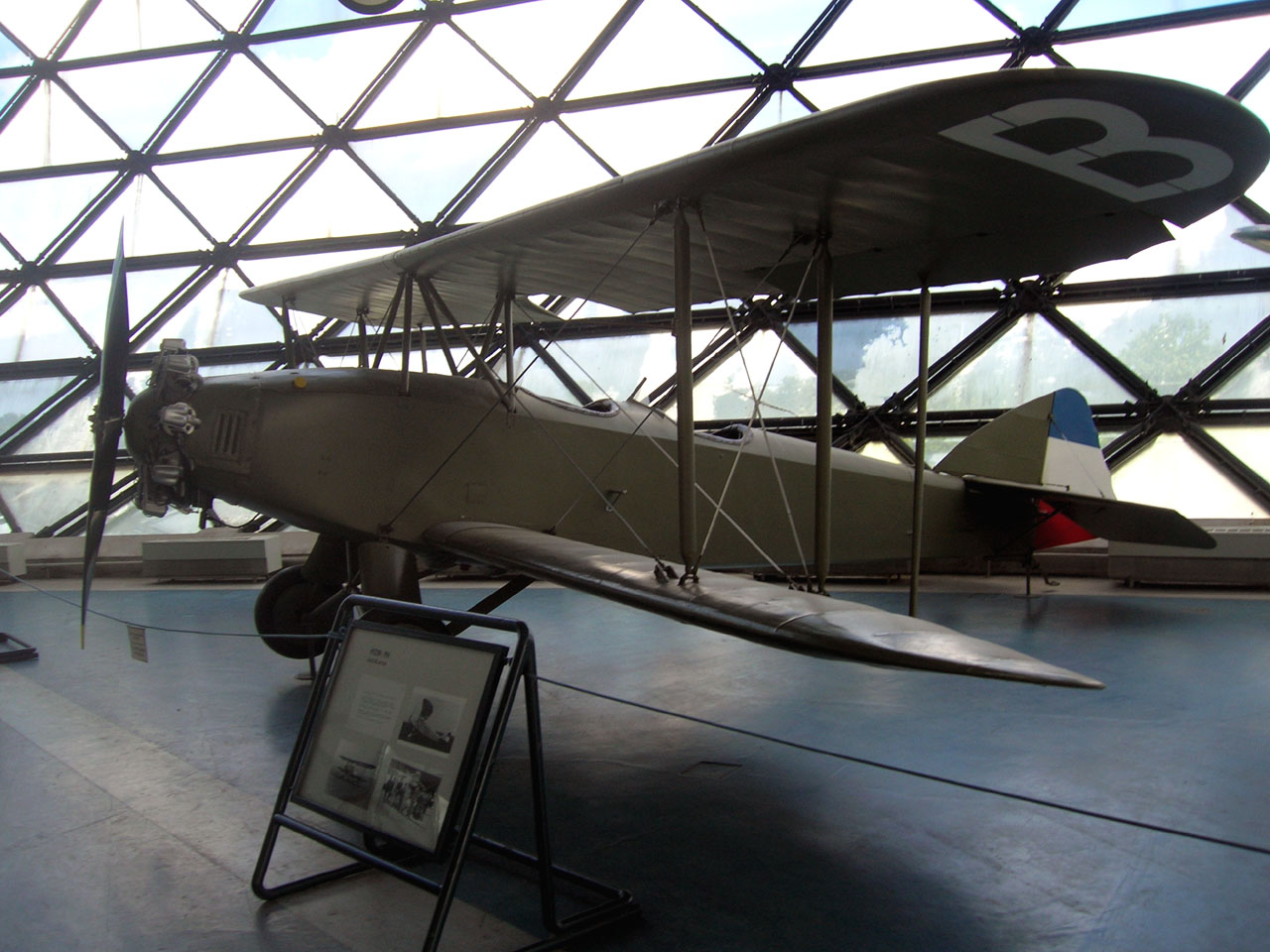
ФизирФН, первый серийно выпускаемый югославский самолёт.
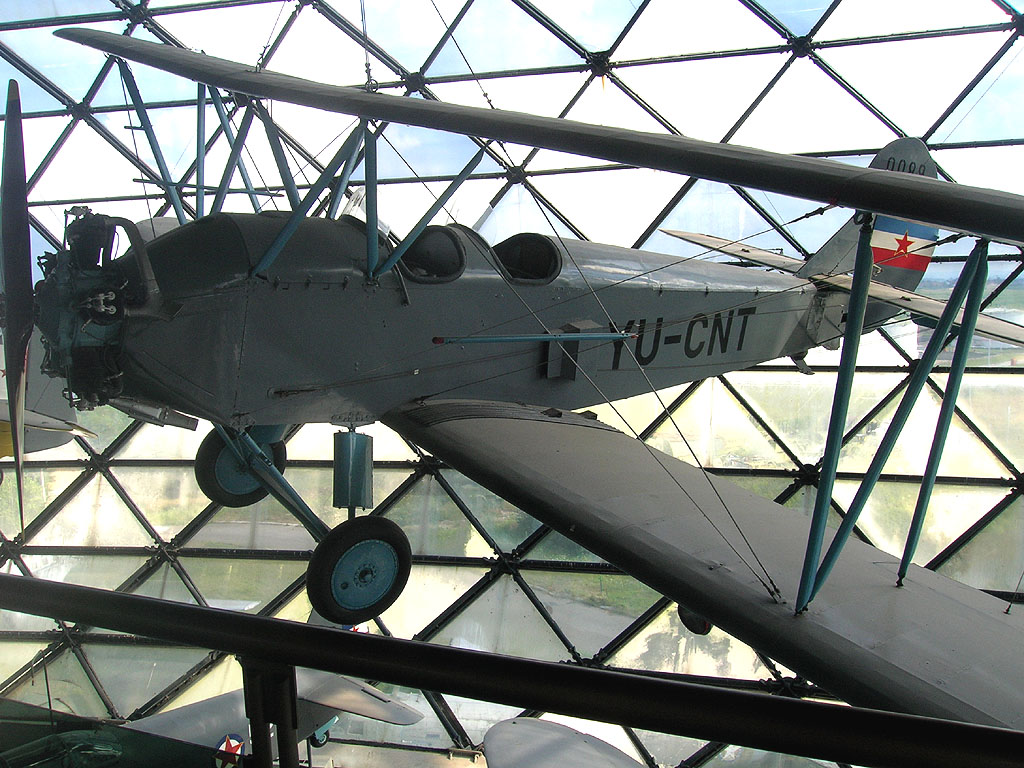
По-2, прославленный советский биплан.
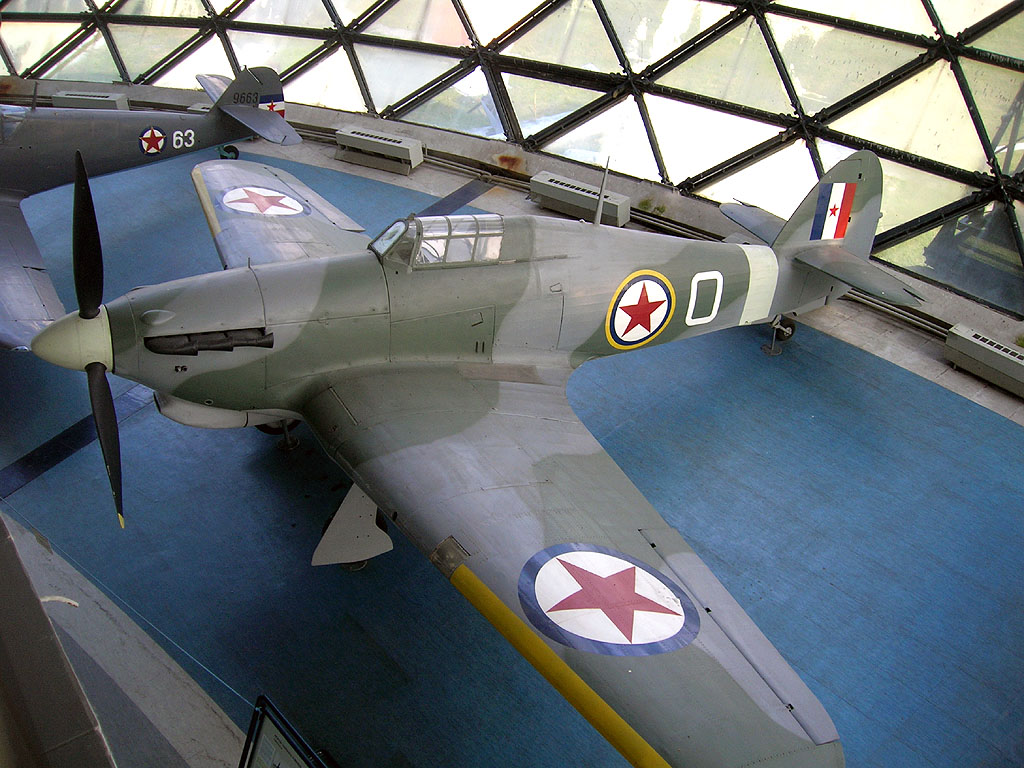
ХоукерХаррикейнMkIVRP, с знаком ВВС Югославии.

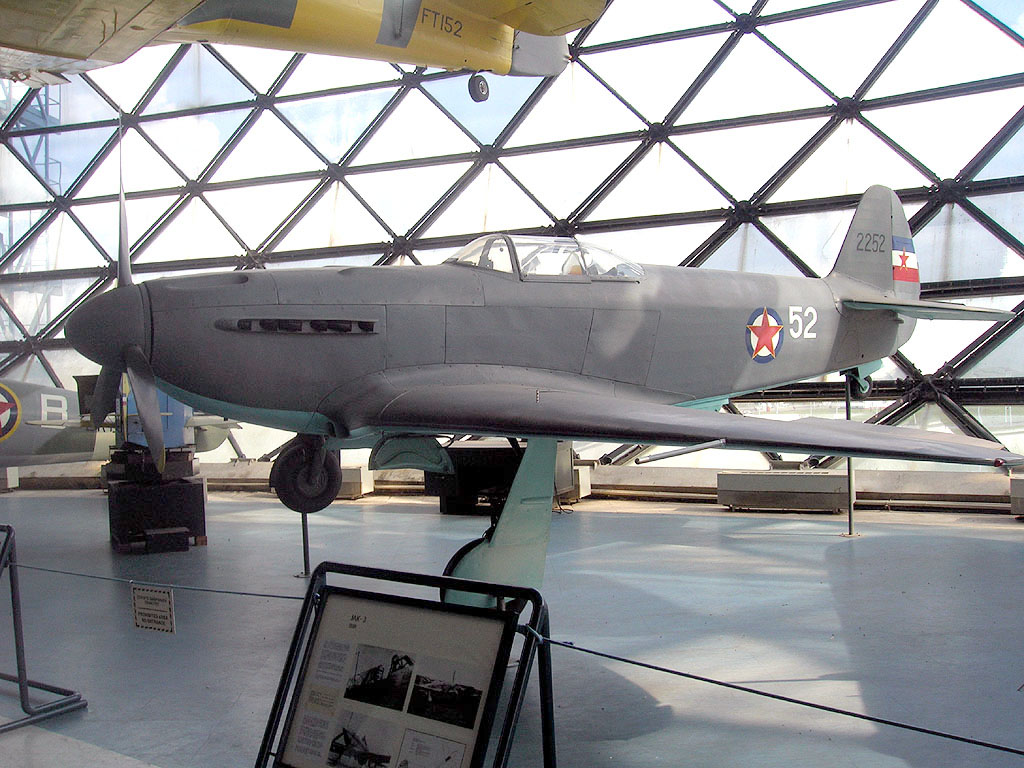
Единственный полностью укомплектованный экземпляр самолёта Як-3 в мире.
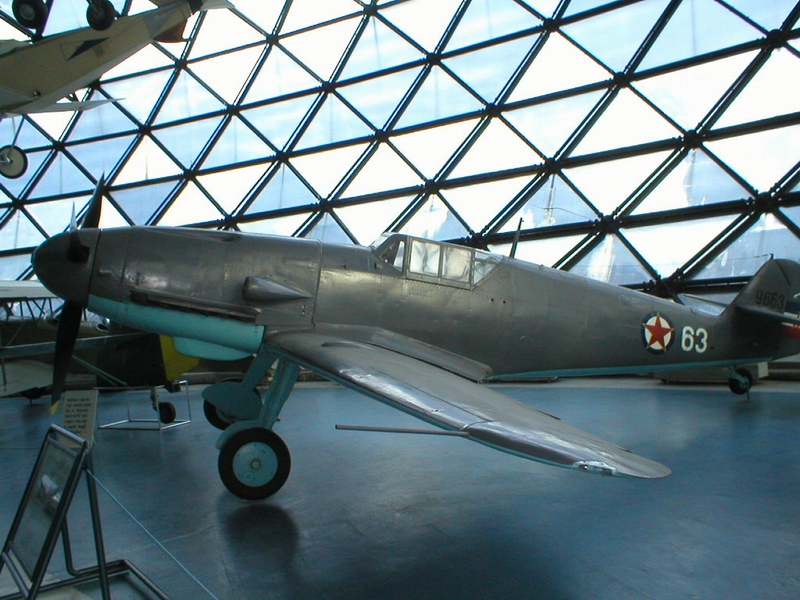
Мессершмитт Бф 109 Г2 с знаком ВВС Югославии.
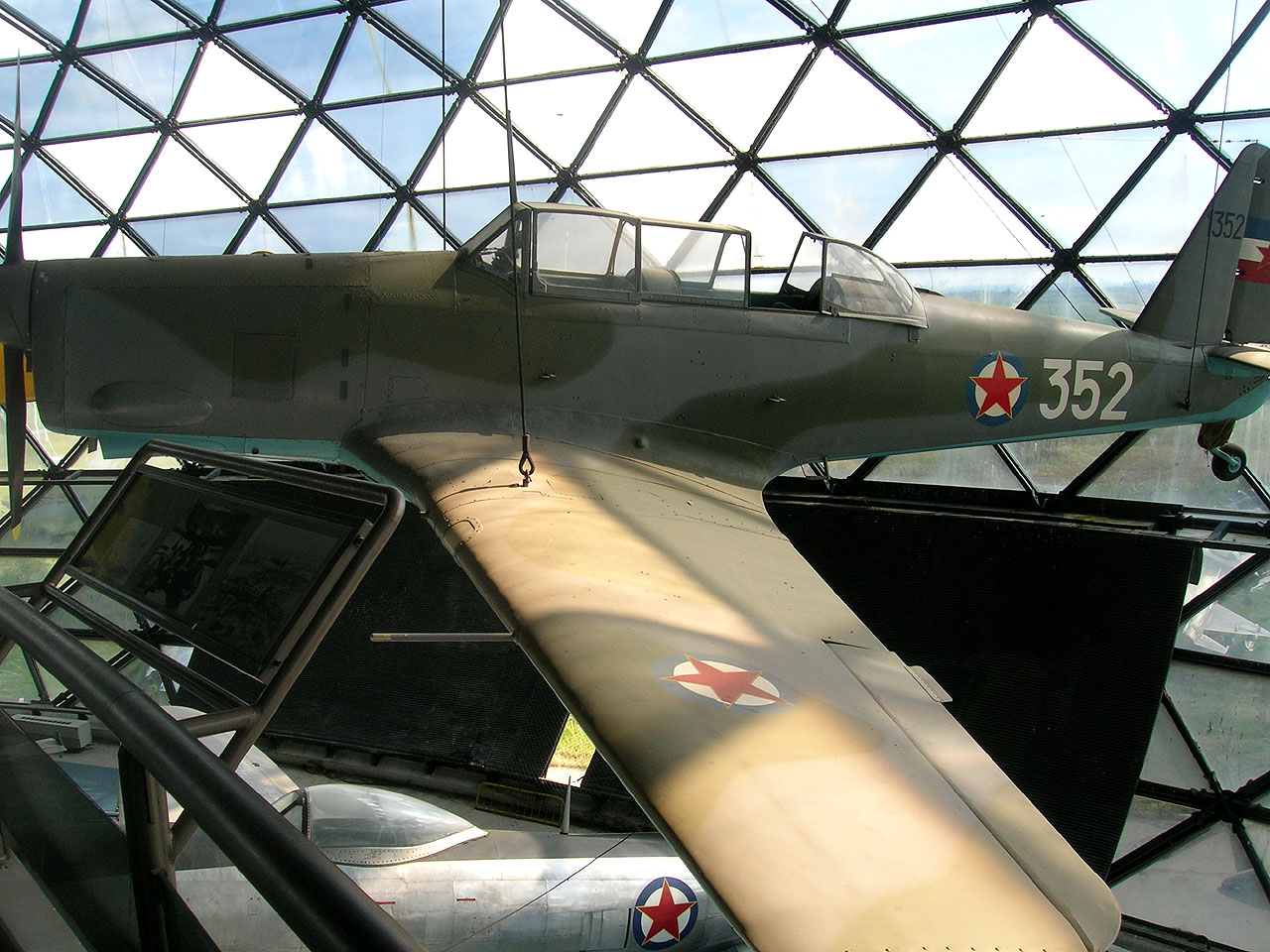
Утва 213

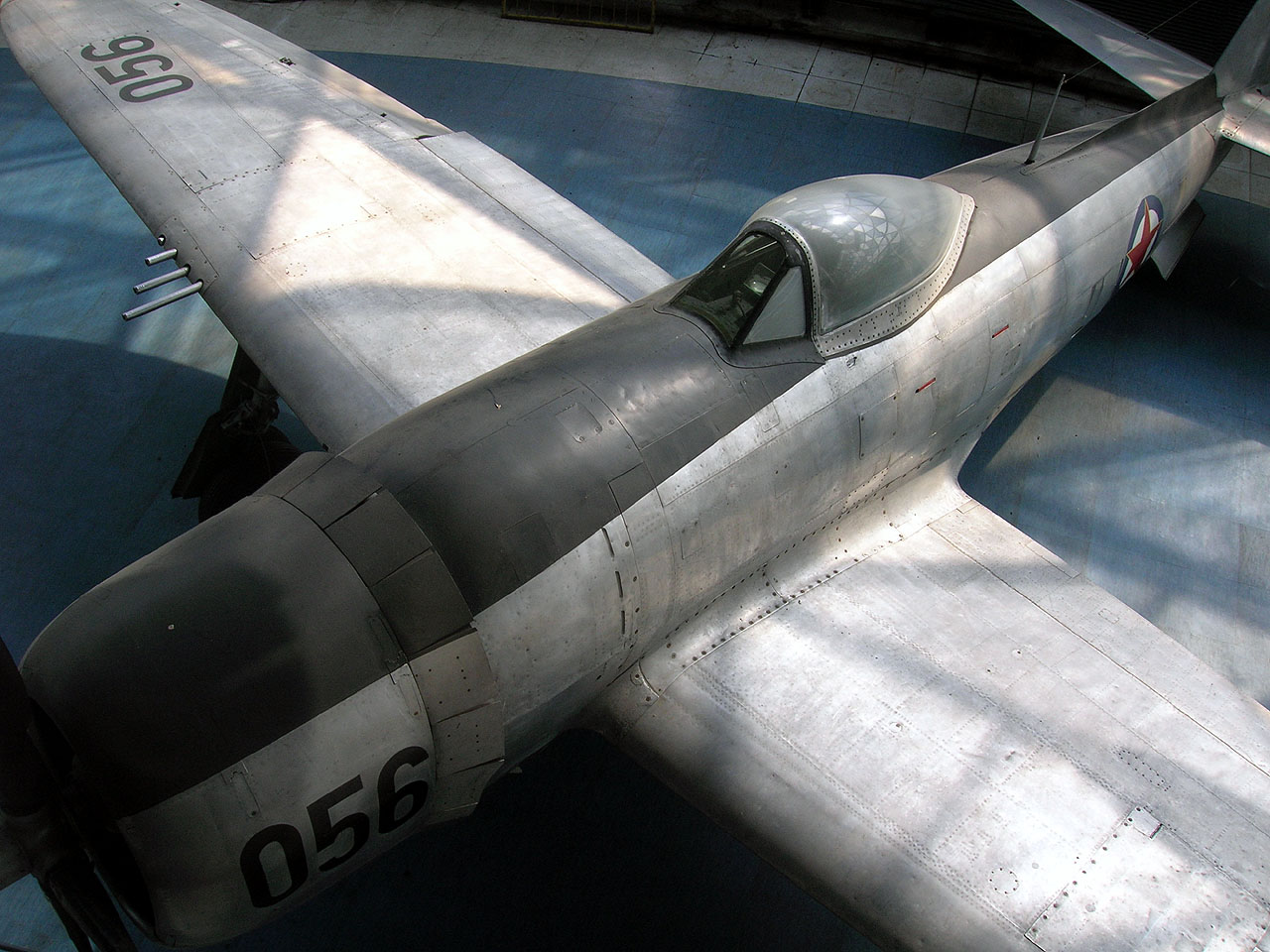
F-47D тандерболт
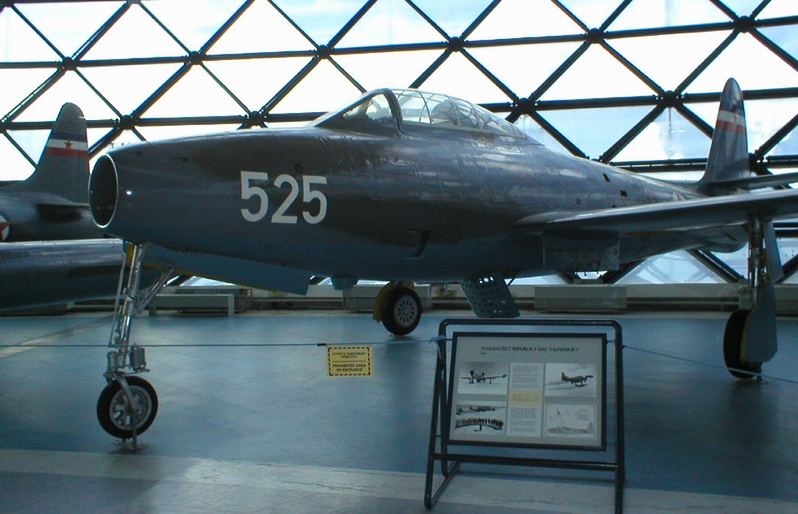
F-84 Тандерджет
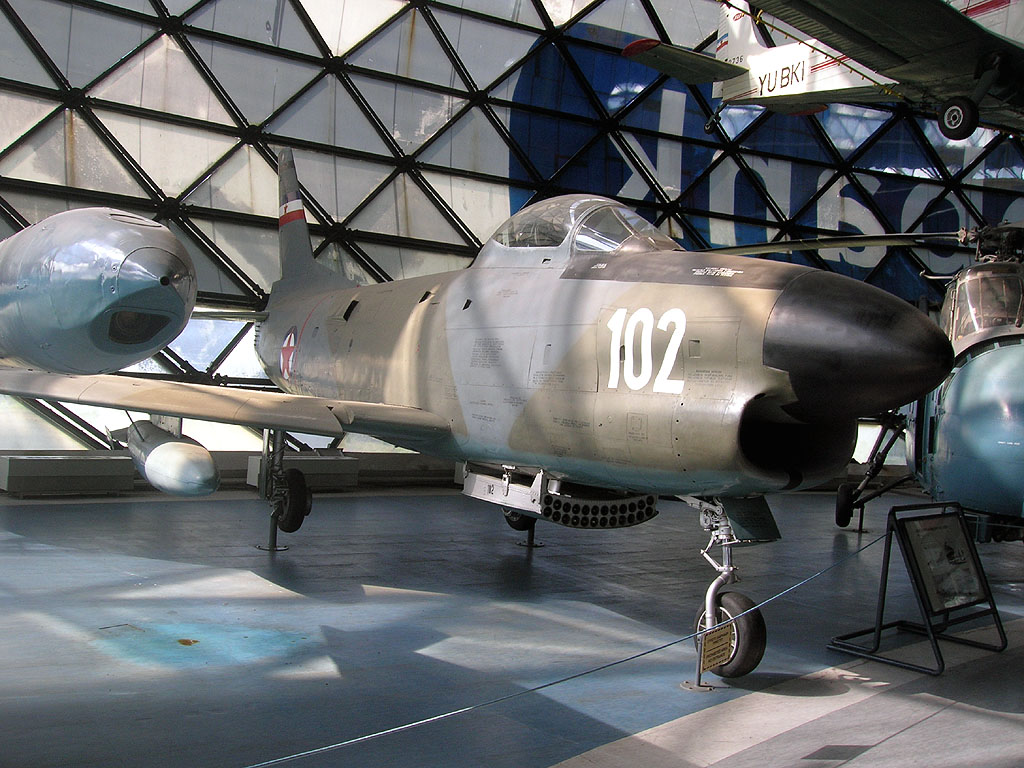
F-86D Сейбр

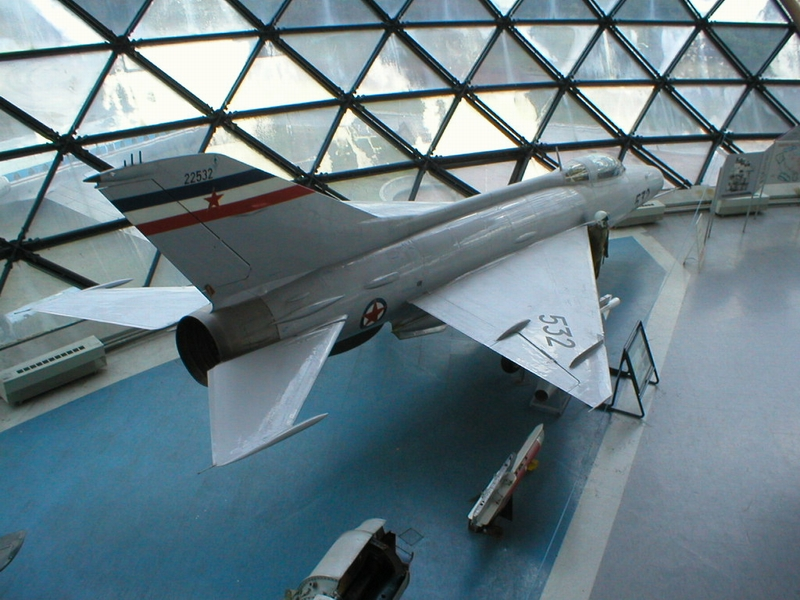
МиГ-21Ф-13
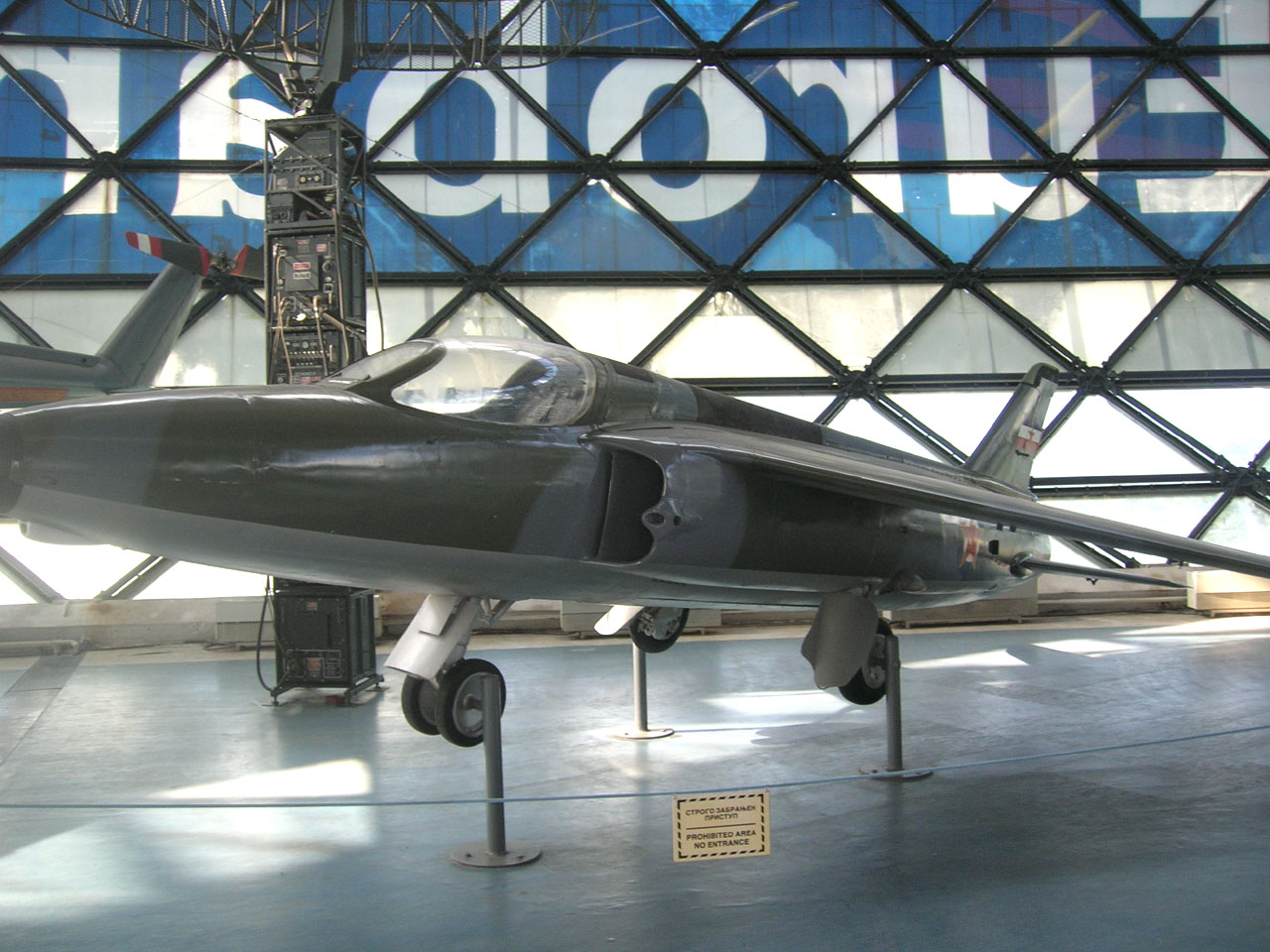
Фоллэнд «Нэт» Мк.1
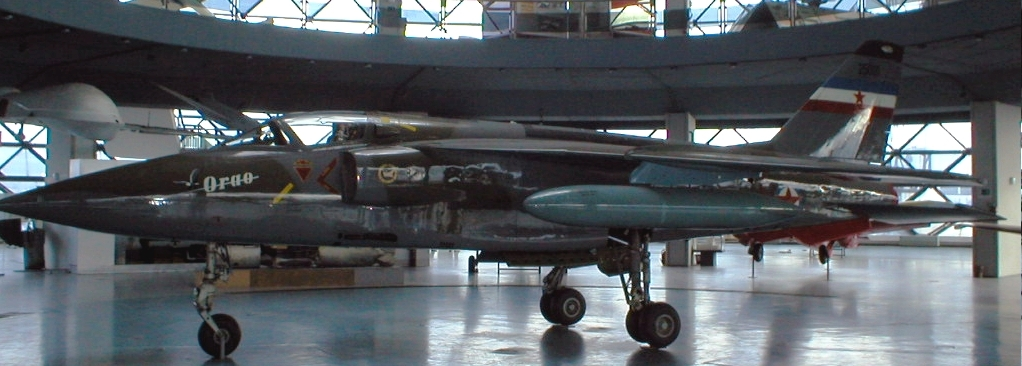
СОКО J-22 Орао, прототип

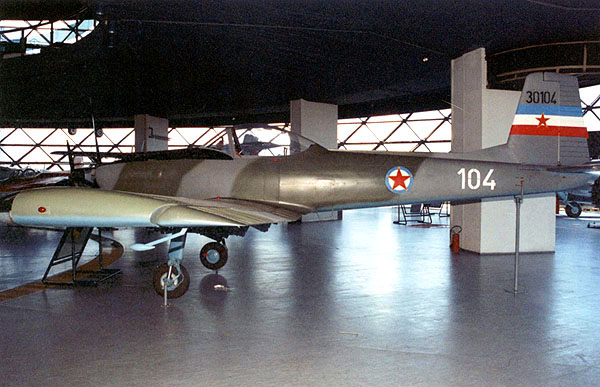
Ј-20 крагуй
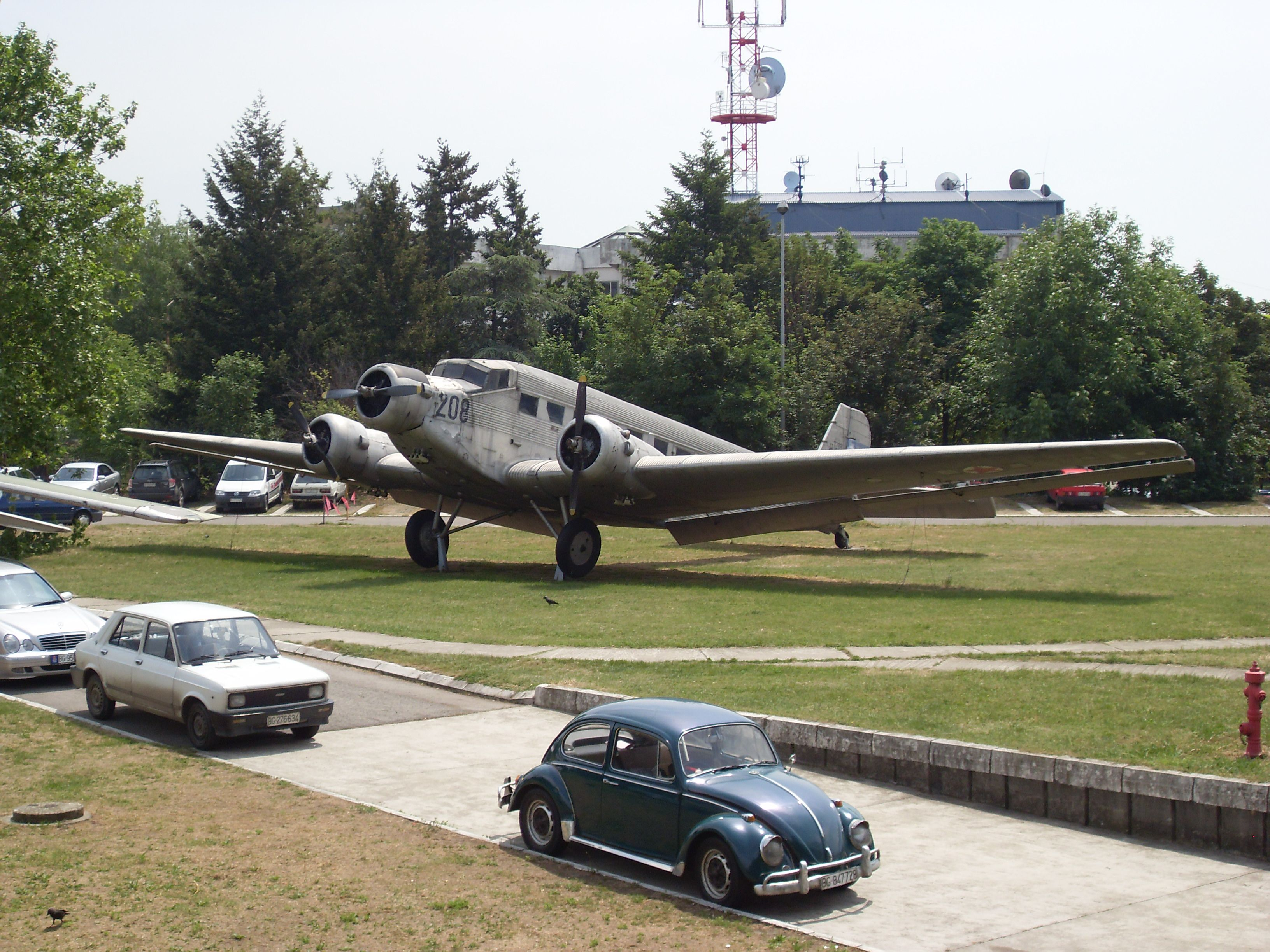
Юнкерс Ю-52 (данный экземпляр произведён во Франции под названием Тукан
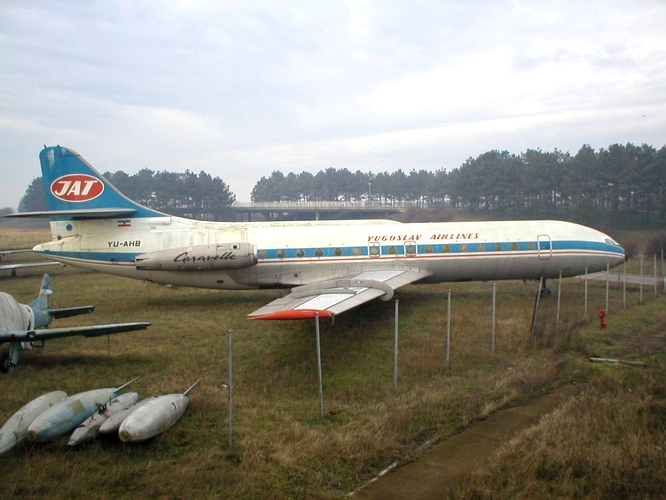
Каравелла SE-210, ЯТ.

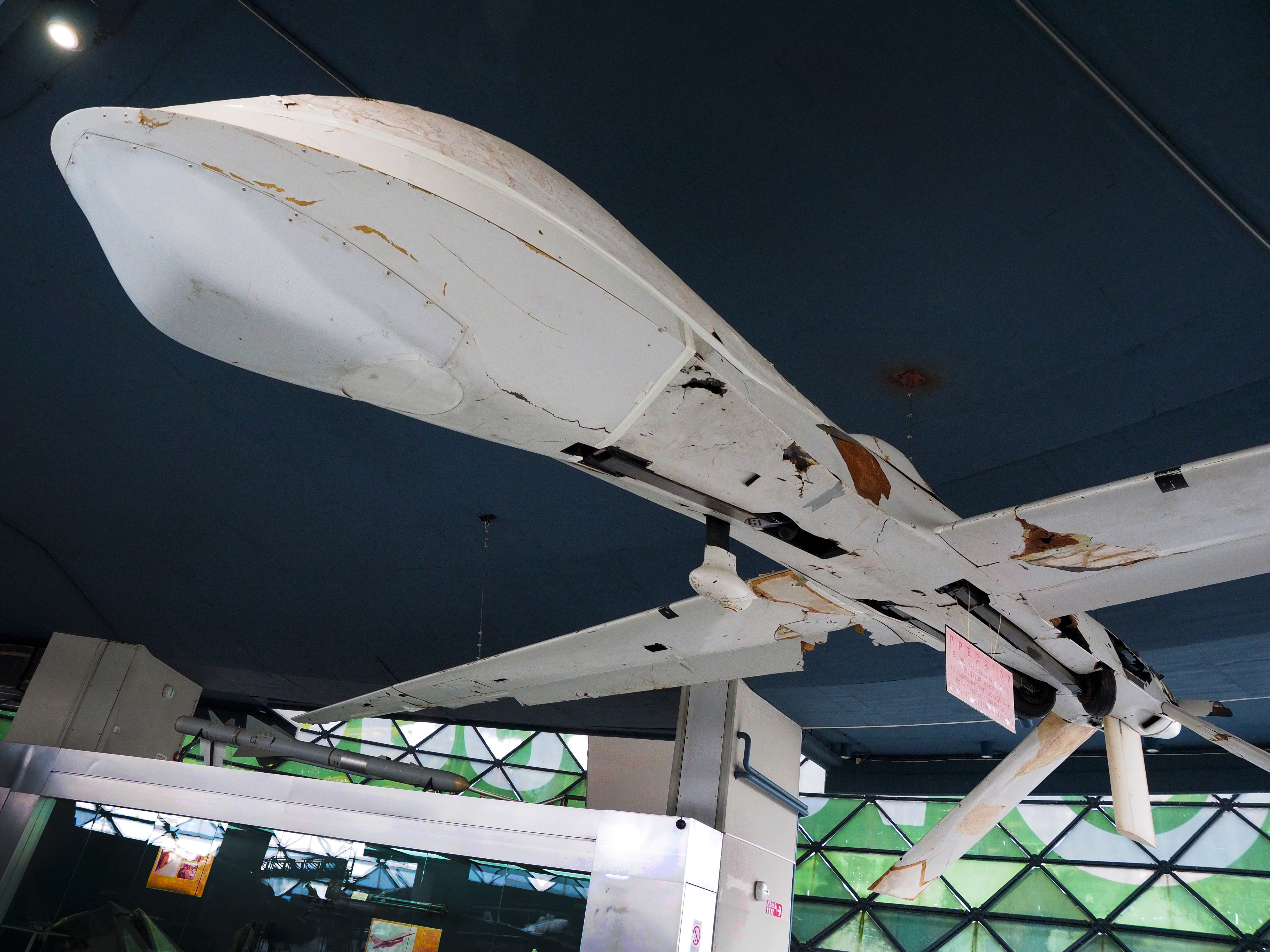
MQ-1 Хищник,сбитый в 1999.
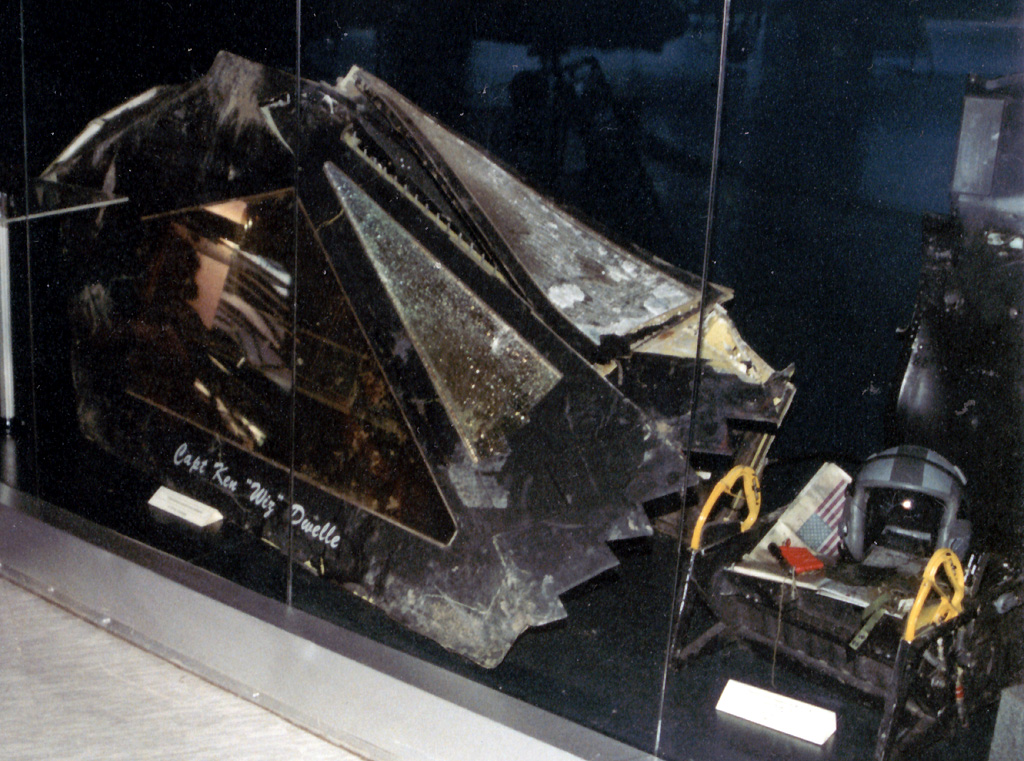
Фонарь кабины F-117 Ночной ястреб,сбитого 27 марта 1999
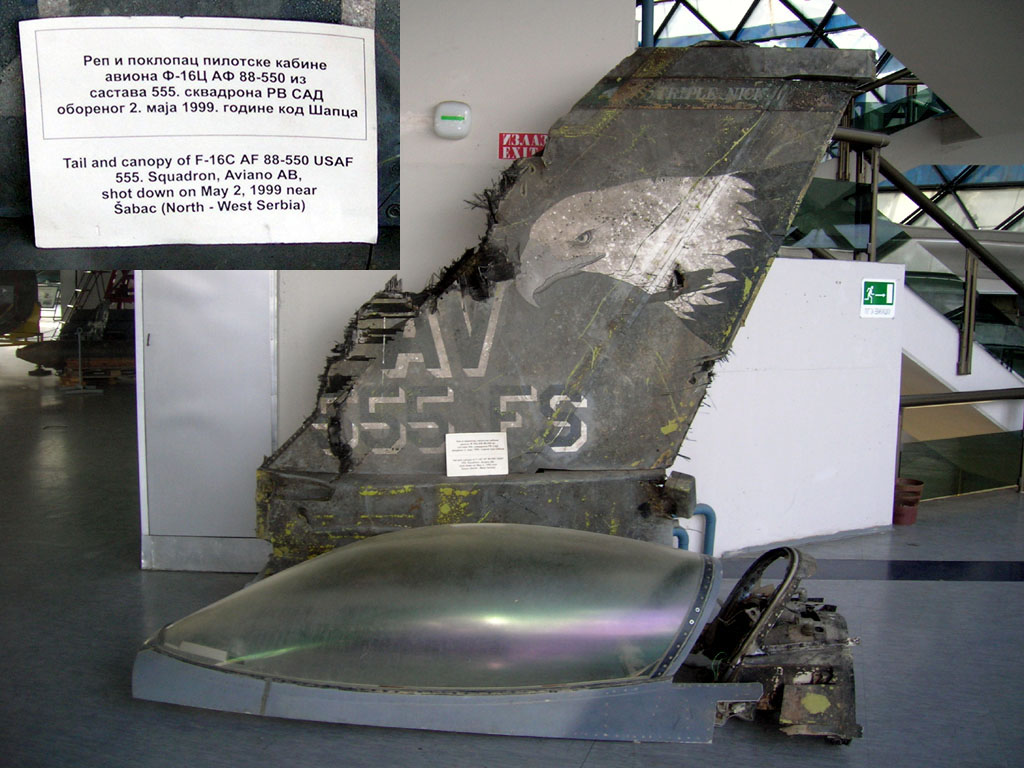
Фрагменты самолёта F-16C сбитого в 1999